# Siduron
Le siduron est un herbicide de la famille des dérivés de l'urée, utilisé principalement pour le contrôle des graminées annuelles dans les cultures et les gazons. Il agit en inhibant la germination des mauvaises herbes tout en épargnant certaines plantes cultivées.

## Synthèse
La synthèse du siduron (1-(2-méthylcyclohexyl)-3-phénylurée) commence par la conversion de l’acide benzoïque en son chlorure d’acyle à l’aide de chlorure de thionyle. Ce chlorure d’acyle réagit ensuite avec l’azoture de sodium pour former un azide d’acyle, qui subit une décomposition thermique sous reflux selon une réarrangement de Curtius, libérant du diazote et conduisant à l'isocyanate de phényle. Cet isocyanate réagit ensuite avec la 2-méthylcyclohexylamine pour donner, après réarrangement, le siduron sous forme solide.
Le produit brut est ensuite dissous dans de l’acétone chaude et décoloré avec du charbon actif. La solution est très concentrée, et l’ajout d’eau entraîne la cristallisation du siduron sous forme d’aiguilles blanches, confirmant sa nature solide. Le rendement total de la synthèse, après les deux étapes clés (formation de l'isocyanate et réaction avec l'amine), est d’environ 80%.
Les réactions sont faites selon le mécanisme ci-dessous:

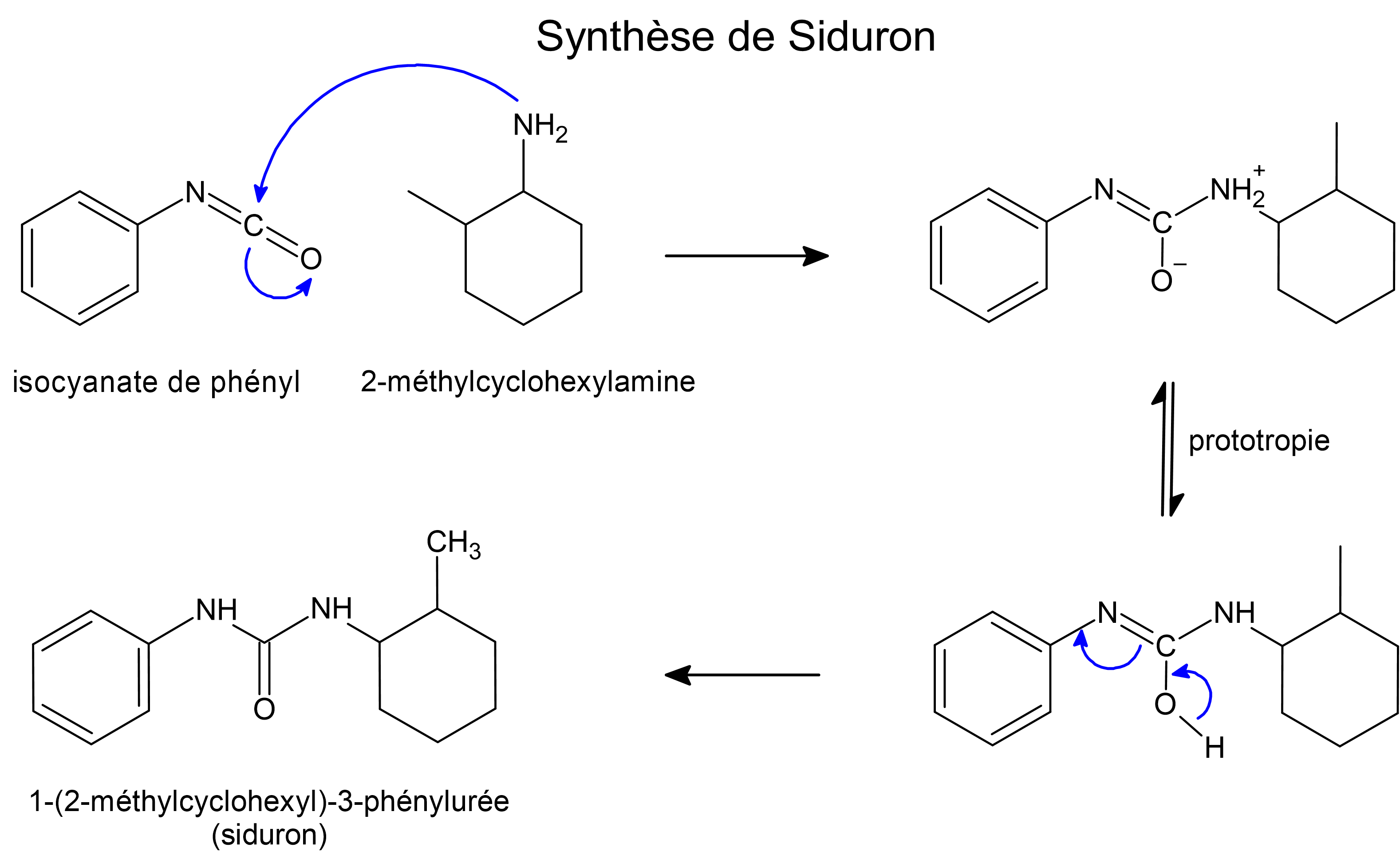

## Mode d'action
Le Siduron est un herbicide classique qui agit principalement sur les mauvaises herbes en germination c'est-à-dire en développement. Il possède deux modes d'action, dont le premier consiste à l'inhibition de la photosynthèse. Pour cela, il est absorbé par les racines des plantes et se propage à travers les tissus. Une fois dans les cellules, le siduron bloque la chaîne de transfert des électrons intervenant durant la photosynthèse, empêchant ainsi la conversion de l'énergie lumineuse en énergie chimique. Cette inhibition empêche la formation d'ATP et de NADPH, deux molécules essentielles pour le développement. Cela entraîne ainsi une réduction de la production de sucres, affaiblissant les plantes et limitant leur croissance. Cependant le Siduron n'est pas un inhibiteur puissant de la photosynthèse. Les symptômes phytotoxiques observés sont davantage liés à l'inhibition de la croissance des racines qu'à une perturbation directe de la photosynthèse.
Le deuxième mode d’action du Siduron repose en effet sur le blocage de la division cellulaire aux extrémités des racines des jeunes mauvaises herbes. En perturbant leur mitose, il empêche les cellules végétales de compléter leur cycle de multiplication ce qui freine leur croissance.[réf. nécessaire]
Contrairement aux mauvaises herbes ciblées, les espèces graminées comme le gazon, sont moins sensibles au Siduron car elles dépendent davantage de l’expansion cellulaire que de la division active,. Lorsque les racines des mauvaises herbes sont jeunes et en pleine croissance, elles absorbent plus facilement l’herbicide, ce qui rend ces plantes plus vulnérables. En revanche, les graminées matures ne présentent pas cette même capacité d'absorption, ce qui les rend moins sensibles. Le Siduron est donc un herbicide sélectif adapté à la protection des cultures et gazons,.

## Ecotoxicité
Le siduron est un herbicide utilisé dans les pelouses urbaines et fréquemment détecté dans les eaux de surface. Son utilisation impacte l’environnement, la faune et la flore mais aussi l’Homme.

### Impact environnemental
Le siduron est très stable dans l’environnement, résistant à l’hydrolyse, à la photolyse et à la dégradation microbienne, ce qui lui permet de persister longtemps dans le sol. Ainsi les produits de dégradation ne se forment qu'en faible quantité, provoquant l'accumulation du siduron dans le sol avec le temps. Sa principale voie de dissipation est le transport dans les sols et les sédiments par ruissellement, lessivage et dérive, selon les conditions du site.

### Sur les sols
Le siduron possède une faible sorption dans les sols, ce qui le rend hautement mobile et biodisponible. Les résultats d’une étude sur 4 sols contaminés ont révélé une faible sorption du siduron dans tous les sols testés. Son adsorption et sa désorption sont principalement influencées par la teneur en matière organique du sol. La pollution combinée du siduron avec des métaux lourds, en particulier pour le cuivre (Cu), le plomb (Pb), le cadmium (Cd) et le zinc (Zn) serait courante en raison de la présence généralisée de pollution par les métaux lourds dans les sols urbains, ce qui peut avoir des effets néfastes sur l’environnement.

### Sur les animaux
Le siduron est considéré comme peu toxique pour les mammifères et les oiseaux. Il n’a pas d’effet létal notable sur ces organismes. Cependant, lorsqu’il est associé à certains métaux lourds comme le cadmium, il devient plus toxique pour certains organismes du sol, en particulier les vers de terre. L’effet synergique entre le siduron et le cadmium peut entraîner une altération de la croissance et du métabolisme des vers de terre, ce qui a un impact négatif sur la qualité des sols.

### Sur l’eau et les organismes aquatiques
Peu soluble dans l’eau, le siduron peut contaminer les cours d’eau par ruissellement. La toxicité aiguë du siduron pour les poissons d’eau douce a été évaluée à travers des tests de toxicité sur 96 heures réalisés sur la truite arc-en-ciel (Oncorhynchus mykiss) et le crapet arlequin (Lepomis macrochirus). La truite arc-en-ciel s’est révélée être l’espèce la plus sensible. Cependant, aucune mortalité ni effet sublétal n’ont été détectés.
En l’absence de données spécifiques sur la toxicité chronique du siduron, une étude sur le diuron a été utilisée pour l’évaluation. Le diuron, une phénylurée structurellement et fonctionnellement similaire au siduron, a servi de référence. Tous les scénarios d’utilisation du siduron dépassent le seuil de toxicité chronique (QR > 1), ce qui indique un risque chronique significatif pour les poissons d’eau douce. 
Une étude sur les algues vertes montre que le siduron ralentit leur croissance et leur reproduction après quelques jours d’exposition. Pour les plantes aquatiques plus complexes, comme les herbiers, il n’existe pas de données spécifiques. Cependant, en se basant sur des substances similaires, les experts estiment qu’elles sont encore plus sensibles au siduron, potentiellement dix fois plus. Ces observations suggèrent que le siduron représente un risque de toxicité aiguë pour la végétation aquatique.

### Impact sur la santé humaine
L’évaluation des risques pour la santé humaine prend en compte toutes les situations où une personne pourrait être exposée au siduron. Ce produit est utilisé sur les terrains de golf, les gazonnières et les pelouses résidentielles, ce qui signifie que l’étude a analysé les risques pour les professionnels qui l’appliquent, pour les habitants qui y sont exposés chez eux et pour ceux qui fréquentent ces espaces après traitement.
Bien que le siduron ne soit pas utilisé à des fins alimentaires, il peut persister dans l’environnement. C’est pourquoi l’Agence a également vérifié son impact potentiel sur la qualité de l’eau potable.
Suite à l’étude des différents paramètres pouvant impliquer une toxicité pour l’être humain, l’EPA (agence de protection de l’environnement) conclut que les effets du Siduron sont moindres sur l’Homme. Aucun risque majeur n’est identifié, sauf pour les personnes manipulant la version en poudre du siduron lors de la préparation des mélanges pour l’irrigation.

### Précautions pour la santé humaine et l’environnement
Pour limiter les dangers associés à l’utilisation du Siduron, l’EPA impose le port d’un masque respiratoire filtrant les poussières et brouillards aux personnes directement exposées.
Sur le plan environnemental, l’évaluation révèle des risques pour certaines espèces. Le siduron peut nuire aux plantes aquatiques, ainsi qu’aux poissons et aux invertébrés aquatiques, notamment sur le long terme. Pour réduire ces impacts, l’EPA impose plusieurs mesures:
- Réduire la dérive des pulvérisations
- Ajouter un avertissement indiquant la toxicité du produit pour les organismes aquatiques
- Limiter le nombre d’applications sur les terrains de golf[15]

## Commercialisation
Le Siduron est enregistré aux États-Unis comme substance active de pesticide depuis 1964. Initialement détenus par E.I. Dupont de Nemours & Company, ses droits ont été transférés à Gowan Company en 1994. Cette dernière est aujourd’hui la seule à détenir les homologations pour le produit technique (98,5 % de Siduron) ainsi que pour le produit destiné à la production.
Dix-sept produits répertoriés par l’Agence de protection de l’environnement des États-Unis (EPA) contenant cette substance active étaient exclusivement autorisés sur les terrains de golf, les gazonnières et les pelouses résidentielles. Cependant, son utilisation est interdite sur le sol américain depuis fin 2020.
En Europe, la Commission européenne n’a pas approuvé son utilisation en 2009.
Il est recommandé de le stocker dans un endroit sec et de ne pas réutiliser son contenant après usage.